# Lucía Méndez (periodista)
Lucía Méndez Prada (Palacios de Sanabria, Zamora, 1960) es una periodista y analista política. Desde 1998 es redactora jefe de Opinión de El Mundo.

## Trayectoria
Licenciada en  Ciencias de la Información en la Universidad Complutense de Madrid. Tras trabajar para El Correo de Zamora, El Norte de Castilla, la Cadena Ser y Diario 16, formó parte del equipo fundador de El Mundo  en 1989, periódico del que fue corresponsal parlamentaria hasta 1996, año en el que, tras ganar las elecciones generales el Partido Popular, pasó a formar parte de la Secretaría de Estado de Comunicación del primer gobierno presidido por José María Aznar López. Asimismo, ejerce como docente en la Universidad Camilo José Cela. 
Estuvo casada con el también periodista Vicente Vallés, con quien tuvo dos hijos, Laura y Diego.

## Premios y reconocimientos
- Primer Premio Josefina Carabias (2018), creado y otorgado por el Congreso de los Diputados.[3][4]
- Premio Reconocimientos 8 de Marzo de la Comunidad de Madrid (2019), en la categoría de Medios de comunicación.[5]
- VI Premio Raúl del Pozo de periodismo de opinión (2022).[6]

## Publicaciones
- Duelo de Titanes (Edit. Espasa)